# Jörg Trobitzsch
Jörg Trobitzsch (* 15. Januar 1940 in Naumburg an der Saale) ist ein deutscher Fotograf, Jugendbuchautor, Reiseschriftsteller und Publizist.

## Leben
Jörg Trobitzsch wurde am 15. Januar 1940 in Naumburg an der Saale geboren und brach mit 16 Jahren die Schule in Hannover ab. Danach absolvierte er eine Lehre zum Zimmermann, ehe es ihn schon bald nach Nordnorwegen und in die Arktis zog. So war er etwa Fabriksarbeiter in einer Fischfabrik in Hammerfest, war Rentierhirte bei den Samen oder bereiste die Westküste Spitzbergens mit dem Kajak. Bei seinen Abenteuerreisen war er unter anderem monatelang auf einem Robbenfänger im Packeis unterwegs und berichtete in weiterer Folge bei Vorträgen und Multivisions-Shows sowie in seinen Publikationen, die er größtenteils selbst bebilderte, darüber. In seiner aktiven Zeit war er auch als Volkshochschuldozent tätig. Seinen Lebensabend verbringt Trobitzsch mit seiner finnischen Frau Päivi (geborene Pahtaja), die unter anderem an seinen Finnland-Büchern mitgewirkt hatte, in Buchholz in der Nordheide, im Süden von Hamburg bzw. in einem Blockhaus in Norwegen. Während er bis Anfang der 1970er Jahre noch Jugendbücher verfasste, wechselte er spätestens ab Mitte der 1970er Jahre zur Veröffentlichung von Reiseliteratur, brachte aber noch 1980 zwei weitere Jugendbücher heraus. Hervorzuheben ist hierbei vor allem seine Sven-Berg-Serie, die mit dem Buch Verschollen am Ende der Welt (1967) begann. Noch bis in die 2000er und 2010er Jahre hielt Trobitzsch seine Multivisionsvorträge.

## Werke (Auswahl)
- 1967: Verschollen am Ende der Welt (2. Auflage, 1971; Jugendbuch)
- 1968: Borkum
- 1969: Der Zug der Rentiere (Jugendbuch)
- 1969: Rentierschmuggel am Polarkreis (2. Auflage, 1970; Jugendbuch)
- 1972: Die Adlerinsel (Jugendbuch)
- 1975: Verschollen in Eis und Wind (Jugendbuch)
- 1975: Rentierdieben auf der Spur (Jugendbuch)
- 1975: Auf Robbenfang im Eismeer (Jugendbuch)
- 1977:  Norwegischer Abenteuer-Almanach (2. Auflage, 1979; Neuauflage unter dem Titel Norwegen für Einzelgänger – Ein Abenteuer-Almanach, 1980; 4. Auflage, 1982; Taschenbuchausgabe unter dem Titel Abenteuer-Almanach Norwegen. Kanufahrten, Fischen, Jagen, Bergsteigen, Skiwandern)
- 1979: Abenteuer-Almanach – Island, Grönland, Färöer (mit Elmar Engel und Karli Tiller; 2. Auflage, 1983)
- 1980: Die deutschen Nordseeinseln
- 1980: Gestrandet vor der Adlerinsel (Jugendbuch)
- 1980: Zwei Freunde sind verschollen (Jugendbuch)
- 1980: Finnischer Abenteuer-Almanach (2. Auflage, 1982; Neuauflage unter dem Titel Finnland für Einzelgänger – Ein Abenteuer-Almanach, 1981)
- 1981: Wildes unbekanntes Norwegen (2. Auflage, 1985; 3. Auflage, 1988)
- 1982: Schwedischer Abenteuer-Almanach
- 1987: Skandinavien
- 1992: Naturwunder Norwegen
- 1993: Naturwunder Finnland (zusammen mit Päivi Trobitzsch)
- 1995: Dänemark. Natur und Kultur zwischen zwei Meeren (2. Auflage, 1997)
- 1997: Finnland. Welt der Seen und Wälder (zusammen mit Päivi Trobitzsch)
- 1997: Norwegen
- Bei den Rentierlappen in Norwegen